# Mihail Nicolae
Mihail Nicolae (n. 14 ianuarie 1920, Șocariciu, județul Călărași - D. ?) a fost un amiral român, care a deținut funcția de comandant al Marinei Militare Române (13 aprilie 1954 - 18 martie 1959).

## Biografie
După ce a absolvit Școala de Arte și Meserii din Călărași (1937), a urmat un Curs de comandanți și șefi de state majore de pe lângă Academia Militară Generală (nov. 1951 - mai 1952) și apoi, un Curs academic superior la Academia Militară de Marină Leningrad (1957 - 1958).
Grade: soldat voluntar - 1938, brevetat ofițer maritim punte - 1943, sergent major în rezervă - 1944, căpitan de rangul 2 - 26 octombrie 1950, căpitan de rangul 1 - 21 iunie 1951, contraamiral - 1953, degradat la gradul de sergent major în rezervă - 1959, contraamiral (r).

### Funcții îndeplnite
Voluntar (febr. 1938), îmbarcat pe Distrugătoarele "Mărășești" și "Ferdinand" și Canoniera "Stihi" (mai 1938 - 1944). Lider al Sindicatului Marinarilor din Portul Constanța și marinar pe nave portuare (1944 - 1948). Secretar al Comitetului Județean Tulcea al P.M.R. (1948) și locțiitor politic al directorului Canalului Dunăre - Marea Neagră.
Membru al Consiliului Militar și locțiitor politic al comandantului Marinei Militare (oct. 1950 - 1953), comandant al Flotilei Fluviale (sept. 1953) și comandant al Marinei Militare (aprilie 1954 - martie 1958). La dispoziția Direcției Cadre a M.F.A. (martie 1958)
În anul 1959 în urma unor acuzații dovedite ulterior ca fiind nefondate a fost trecut în rezervă cu gradul de sergent major, ulterior i s-a redat gradul de contraamiral.

### Activitate
La data de 13 aprilie 1954, contraamiralul Mihail Nicolae a fost numit în funcția de comandant al Marinei Militare Române. El a semnat, la București, în data de 22 octombrie 1957, împreună cu amiralul rus V.A. Fokin (șeful Statului Major General al Flotei Maritime Militare a URSS), "Convenția între guvernele R.P. Române și URSS asupra dislocării temporare a unei părți a flotei maritime militare a URSS în bazele maritime militare, porturile și pe aerodromurile R.P. Române, dacă acest lucru va fi impus de situație".
Scopul declarat al acestei Convenții maritime era de a se organiza apărarea comună a părții de vest și de sud-vest a Mării Negre în baza Tratatului de la Varșovia. Deși trupele sovietice au plecat din România în vara anului 1958, totuși, conform prevederilor actului din octombrie 1957, ele au avut în continuare la dispoziție, în Dobrogea, "depozite și încăperi pentru depozitarea și păstrarea muniției, combustibilului și lubrifianților, materialelor de punte și a altor feluri de rezerve necesare pentru asigurarea unei părți a forțelor Flotei din Marea Neagră a URSS".
Contraamiralul Mihail Nicolae a fost eliberat din funcția de comandant al Marinei Militare Române la data de 18 martie 1959.